# Floydada
La ville de Floydada (en anglais [flɔɪˈdeɪdə]) est le siège du comté de Floyd, dans l’État du Texas, aux États-Unis. Elle comptait 3 676 habitants lors du recensement de 2000.

## Source
- (en) Cet article est partiellement ou en totalité issu de l’article de Wikipédia en anglais intitulé « Floydada, Texas » (voir la liste des auteurs).